# Prawosławny Cmentarz Garnizonowy w Poznaniu
Prawosławny Cmentarz Garnizonowy w Poznaniu – cmentarz w Poznaniu, na południowych stokach Cytadeli. Powstał ok. 1924 roku, kiedy to w Poznaniu powstała prawosławna parafia św. Mikołaja. Cmentarz ten został mocno zniszczony podczas zdobywania Cytadeli w 1945 roku. Jeden z zachowanych nagrobków należy do gen. por. Izmaiła Władymirowicza Korostowca – senatora i gubernatora Estlandii.